# Berndt Schulz
Berndt Schulz (* 1942 in der Mark Brandenburg; Pseudonym Mattias Gerwald) ist ein deutscher Schriftsteller sowie Fernseh- und Filmkritiker.

## Leben
Berndt Schulz verlebte seine Kindheit in Berlin. Nachdem er eine Elektrikerlehre absolviert und diverse Jobs angenommen hatte, wurde er Buchhändler. Nach einer schweren Erkrankung und seiner Genesung zog er nach Stuttgart und später nach Frankfurt am Main, holte am dortigen Abendgymnasium das Abitur nach und studierte Germanistik, Philosophie, Geschichte und Publizistik. Anschließend arbeitete er in der Erwachsenenbildung, als Journalist und als Lektor.
Seit 1978 hat er als freier Schriftsteller mehr als 70 Bücher im Bereich Film, Stargeschichte Filmgeschichte, Politik und Gesellschaft sowie Sachbücher und Biografien veröffentlicht. Unter dem Pseudonym Mattias Gerwald schrieb und veröffentlichte er auch mehrere historische Romane wie Der Entdecker (über Alexander von Humboldt) und den Islam-Roman Die Geliebte des Propheten.
1991 erschien der Thriller Mörderische Entscheidung, 1994 Die Zugfahrt, 2007 der Roman Eine Liebe im Krieg und 2016 der Krimi Wildwuchs.
Bekannt wurde er vor allem durch seine Krimis um den Ermittler Martin Velsmann, die in der Main-Kinzig-Region zwischen Frankfurt und Fulda spielen. Zuletzt erschienen Novembermord, Engelmord, Regenmord, Frühjahrserwachen und Die verzauberten Frauen mit dem Fuldaer Ermittler.
Berndt Schulz lebt seit 2015 im Schrecksbacher Ortsteil Holzburg.

## Werke
Sachbücher – Biographien
- Harrison Ford – Hollywoods heimlicher Superstar. Lübbe, Bergisch Gladbach 1989, ISBN 3-404-61177-2.
- Heinz Rühmann. Moewig, Rastatt 1994, ISBN 3-8118-3924-1.
- Marlene. Biografie einer Legende. Lübbe, 1996.
- Betty Mahmoody. Biografie. Lübbe, 1999.
- Swatch oder Die Erfolgsgeschichte des Nicolas Hayek. Lehrach, 1999, ISBN 978-3-9806151-2-9.
- Thor Heyerdahl. Biografie. National Geographic, 2004.

Sachbücher – Filmbücher
- Die Unsterblichen des Kinos

1. Stummfilmzeit und die goldenen 30er Jahre. Frankfurt am Main 1982, ISBN 3-596-23666-5.
2. Glanz und Mythos der Stars der 40er und 50er Jahre. Frankfurt am Main 1980, ISBN 3-596-23658-4.
3. Die Stars seit 1960. Frankfurt am Main 1982, ISBN 3-596-23679-7.

- Kultfilme. Hamburg 1983, ISBN 3-455-08751-5.
- mit Jürgen Menningen: Kino der Nacht. Hollywoods Schwarze Serie. Hamburg 1985, ISBN 3-89136-040-1.
- Kino-Klassiker. 100 Meisterwerke der Filmgeschichte. Hamburg 1986, ISBN 3-89136-102-5.
- Stars und Stunts im Action-Kino. Hamburg 1986, ISBN 3-88724-016-2.
- Goldenes Kino. Stars und Hits der Filmgeschichte. Hamburg 1987, ISBN 3-89324-016-0.
- Tom Cruise. Moewig, 1990, ISBN 3-81183-050-3.
- Arnold Schwarzenegger. Moewig, 1991, ISBN 3-81183-079-1.
- mit Adolf Heinzlmeier: Lexikon Filme im Fernsehen. 5000 Spielfilme TV – Video – Kabel. 2. Auflage. Hamburg 1990, ISBN 3-89136-392-3.
- Lexikon der deutschen Film- und TV-Stars. Neuausgabe, Berlin 2000, ISBN 3-89602-475-2.

Sachbücher – sonstige
- Die Frauen sind an allem schuld-Eine Schmähschrift. Rasch und Röhring Verlag, Hamburg, 1996, ISBN 3-89136-565-9
- Wenn Männer in der Falle sitzen. Patmos, 1998.
- Zu Gast im Orientexpress. Weingarten, 2000.
- Zuhause in Berlin: Liebeserklärungen an die unverfälschten Ecken der Stadt. Sutton, Erfurt 2011, ISBN 978-3-86680-781-5.

Belletristik – historische Romane (unter seinem Pseudonym Mattias Gerwald)
- Der Ketzer. Lübbe, 1994.
- Die Gesandten des Kaisers. Lübbe, 1998.
- Die Gottkönigin. Pendo, Zürich 1999.
- Die sterbende Sonne. Lübbe, 2001.
- Der Entdecker. Lübbe, 2004.
- Die Geliebte des Propheten. Lübbe, 2006.
- Das Grabtuch Christi, RM-Buch, Gütersloh 2006.
- Der letzte Ritter vom Tempelhof. Das Mordkomplott, Sutton Verlag, Erfurt 2012, ISBN 978-3-95400-034-0

Belletristik – Krimis (unter seinem richtigen Namen)
- Mörderische Entscheidung. Lübbe, 1991.
- Die Zugfahrt. Rasch und Röhring, 1994.
- Novembermord. Fischer, Frankfurt am Main 2004, ISBN 3-596-16450-8.
- Engelmord. Aufbau, Berlin 2006, ISBN 3-7466-2255-7.
- Regenmord. Ein Kloster-Eberbach-Krimi. Aufbau, Berlin 2007, ISBN 978-3-7466-2344-3.
- Frühjahrserwachen. Ein Kinzigtal-Krimi; Mord am Mittelpunkt der Europäischen Union. CoCon, Hanau 2007, ISBN 978-3-937774-43-5.
- Die verzauberten Frauen. Ein Kloster-Eberbach-Krimi. Sutton, Erfurt 2011, ISBN 978-3-86680-753-2.
- Moderholz: Ein Garten-Krimi aus Frankfurt am Main. Sutton, Erfurt 2012, ISBN 978-3-86680-954-3.
- Eine Liebe im Krieg. Monogramm-Verl.-Ges., Weyhe 2015, ISBN 978-3-945458-25-9.
- Wildwuchs: Ein blutiger Gartenkrimi. Gmeiner, 2016, ISBN 978-3-8392-1887-7.